# Assane Seck
Pour les articles homonymes, voir Seck.
Assane Seck (né le 1er février 1919 à Inor et mort le 27 novembre 2012 à Dakar) est un universitaire et un homme politique sénégalais, d'origine casamançaise, qui exerça des fonctions ministérielles sans interruption de 1966 à 1983.

## Biographie
Assane Seck est né le 1er février 1919 à Inor, dans le Fogny – aujourd'hui département de Sédhiou –, où son père était traitant.
Il fréquente l'École primaire supérieure Blanchot de Saint-Louis, puis est reçu au concours d'entrée de l'École normale William-Ponty qui vient d'être transférée de Gorée à Sébikotane. Après des études de lettres modernes et de géographie à l'université de Dakar, il soutient en 1949 un mémoire de diplôme d'études supérieures (DES) de géographie consacré à la Moyenne-Casamance.
Bi-admissible à l'agrégation, il enseigne au lycée Maurice Delafosse de Dakar de 1956 à 1958. En 1959 il est nommé assistant à l'université de Dakar, puis maître-assistant en 1961, chargé d'enseignement en 1966, maître de conférences et enfin professeur des universités, après sa thèse d'État consacrée à la ville de Dakar et soutenue en 1970.
En parallèle il s'est engagé activement dans le débat politique à partir du milieu des années 1950.
Sous la présidence de Léopold Sédar Senghor, puis au cours des premières années de celle d'Abdou Diouf, Assane Seck exerce des fonctions ministérielles pendant 18 ans. Il est ministre de la Culture de juin 1966 à juin 1968 ; ministre de l'Éducation nationale de juin 1968 à mars 1973 ; ministre des Affaires étrangères du 5 avril 1973 au 21 novembre 1975, puis ministre d'État chargé des Affaires étrangères du 21 novembre 1975 au 13 mars 1978 ; à nouveau ministre de la Culture de mars 1978 à juillet 1981 ; et enfin ministre de l'Équipement de juillet 1981 à mars 1983.
Il meurt le 27 novembre 2012 à Dakar, à l'âge de 93 ans. En 2013, l'université de Ziguinchor a été rebaptisée en son honneur,.

## Écrits
- La Moyenne Casamance. Étude de géographie physique, 1955
- (en collaboration avec Alfred Mondjannagni), L'Afrique occidentale, 1967
- Les grandes villes d'Afrique et de Madagascar : Dakar, 1968
- Dakar, métropole ouest-africaine, 1970 (thèse)
- Sénégal, émergence d'une démocratie moderne, (1945-2005) : un itinéraire politique (préface de Djibril Samb), 2005